# Rémy Mertz
Rémy Mertz (Ciutat de Luxemburg, 17 de juliol de 1995) és un ciclista belga, professional des del 2014 i fins al 2023.

## Palmarès
- 2015
  - Vencedor d'una etapa al Carpathia Couriers Path
  - Vencedor d'una etapa a la Volta a la província de Namur
- 2016
  - 1r al Gran Premi d'Affligem

### Resultats a la Volta a Espanya
- 2017. 150è de la classificació general
- 2020. 104è de la classificació general